# Jo (série télévisée)
Pour les articles homonymes, voir Jo.
Jo (en anglais également intitulée A Cop in Paris, littéralement « Un flic à Paris »), est une série télévisée policière franco-britannique en huit épisodes de 45 minutes créée par René Balcer. En Belgique, la série est diffusée depuis le 18 avril 2013 sur la RTBF et en France, depuis le 25 avril 2013 sur TF1.

## Synopsis
Joachim « Jo » Saint-Clair (Jean Reno) est un policier implacable et méticuleux, qui ne recule devant rien pour résoudre des affaires de meurtres à Paris.

## Fiche technique
- Réalisation : Charlotte Sieling, Sheree Folkson, Kristoffer Nyholm et Stephan Schwartz
- Production : René Balcer, Takis Candilis et Klaus Zimmerman
- Sociétés de production : Atlantique Productions, en coproduction avec Stromboli Pictures

## Distribution

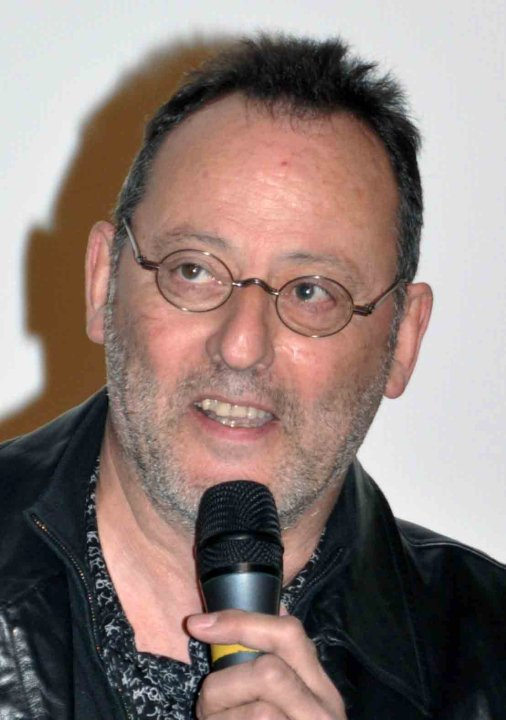
Jean Reno, l'interprète du rôle-titre

### Acteurs principaux
- Jean Reno (V. F. : lui-même) : Joachim « Jo » Saint-Clair
- Tom Austen (V. F. : Damien Boisseau) : Marc Bayard
- Heida Reed (V. F. : Noémie Orphelin) : Adèle Gautier
- Jill Hennessy (V. F. : Françoise Cadol) : Sœur Karyn
- Orla Brady (V. F. : Sylvia Bergé) : Béatrice Dormont
- Chris Brazier (V. F. : Florent Dorin) : Yannick Morin
- Celyn Jones (V. F. : Franck Lorrain) : Normand
- Wunmi Mosaku (V. F. : Sara Martins) : Angélique Alassane
- Ériq Ebouaney : Amadou
- Joe Tucker : Édouard « Ed » Duroc (4 épisodes)

### Invités
- Geraldine Chaplin : Liliane Coberg (épisode 2)
- Hugo Becker : Eddy (épisode 2 et 8)
- Luke Pasqualino : Lieutenant Zavaglia (épisode 3)
- Neil Jackson : Baron (épisode 3)
- Sam Waterston (V. F. : Michel Paulin) : David Zivkin (épisode 6)
- Leslie Caron : Josette Lenoir (épisode 6)
- Olivia d'Abo : Madeleine Haynes /Nicole Wallace (épisode 8)
- Jérôme Charvet : (épisode 1)
- Nicholas Gleaves : Maurice Langlois (épisode 1)

## Production

### Genèse du projet
C'est le 28 mars 2012 que le projet, provisoirement intitulé Le Grand, est annoncé, avec Jean Reno comme acteur principal. TF1, Lagardère et Atlantique sont associés pour produire Le Grand à l'international, et la série est tournée en anglais. Le projet est présenté plus en détail lors du MIPTV à Cannes, le 6 avril 2012. Le 16 juillet 2012, l'actrice canadienne Jill Hennessy, notamment connue pour avoir joué dans les séries New York, police judiciaire et Preuve à l'appui, est annoncée au casting. D'ailleurs elle retrouvera Sam Waterston de New York, police judiciaire le temps d'un épisode. 
En octobre 2012, Atlantique Productions a intenté une poursuite de 4 millions de dollars contre Ion Television qui s'est retiré du projet, n'ayant pas apprécié l'accent anglais de l'acteur principal, Jean Reno.
La production de chaque épisode avoisine les deux millions d'euros soit plus du double des séries françaises habituelles.
Le 7 juin 2013, la série est annulée.

### Ventes et diffusions
La série est diffusée en avant-première en Belgique sur RTBF dès le 18 avril 2013. Elle est diffusée en France à partir du 25 avril 2013 sur TF1.
Dans le monde, la série est achetée par 140 pays.

## Épisodes
| N° | Titre                | Date de la première diffusion (France) | Nombre de téléspectateurs (France) |
| -- | -------------------- | -------------------------------------- | ---------------------------------- |
| 1  | Notre Dame           | 25 avril 2013                          | 7,4 millions                       |
| 2  | Place de la Concorde | 25 avril 2013                          | 6,4 millions                       |
| 3  | Invalides            | 2 mai 2013                             | 6,22 millions                      |
| 4  | Pigalle              | 2 mai 2013                             | 5,6 millions                       |
| 5  | Place Vendôme        | 9 mai 2013                             | 5,57 millions                      |
| 6  | Le Marais            | 9 mai 2013                             | 5,57 millions                      |
| 7  | Opéra                | 16 mai 2013                            | 5,79 millions                      |
| 8  | Les Catacombes       | 16 mai 2013                            | 5,27 millions                      |